# Unió Independent de Mallorca
Unió Independent de Mallorca (UIM, Unión Independiente de Mallorca) fue un partido político escindido de Unió Mallorquina en 1990, agrupando a sectores disconformes con el pacto de Unió Mallorquina con el Partido Popular para las elecciones autonómicas de 1991. Dirigido por Miquel Pascual, se presentó de manera independiente a las elecciones, obteniendo 8.429 votos y un escaño en la circunscripción de Mallorca, tanto en el Parlamento como en el Consejo Insular de Mallorca. A la vez, en las elecciones municipales del mismo año obtuvo 9.238 votos y 18 concejales (cinco en Marrachí, tres en Sóller, dos en Las Salinas, Son Servera, Santa Margarita y San Lorenzo del Cardezar, uno en Costich y uno en Pollensa). En 1993 se reintegró en Unió Mallorquina.
- Datos: Q5550875